# Therese Feuersinger
Therese Feuersinger (* 13. Mai 1998) ist eine österreichische Triathletin. Sie ist vierfache und amtierende Staatsmeisterin auf der Triathlon-Sprintdistanz (2017, 2020, 2022, 2024) sowie auf der Kurzdistanz (2022).

## Werdegang
Therese Feuersinger betreibt Triathlon seit 2008. Sie ist die Tochter der ehemaligen Triathletin Monika Feuersinger (* 1965; achtfache Staatsmeisterin).

Im Juni 2015 wurde Therese Feuersinger Jugend-Staatsmeisterin Triathlon und zugleich Vizestaatsmeisterin Elite auf der Sprintdistanz. Bei der Junioren-Weltmeisterschaft in Mexiko belegte sie im September 2016 den 28. Rang.

### Staatsmeisterin Triathlon Sprintdistanz 2017
Im Juni 2017 wurde die damals 19-Jährige beim Piberstein Triathlon Staatsmeisterin auf der Triathlon Sprintdistanz. Bei der Triathlon-Europameisterschaft in Kitzbühel wurde sie im Juni Vierte bei den Juniorinnen. Therese Feuersinger startet im Wave Tri Team TS Wörgl sowie für das ÖTRV Nationalteam Nachwuchs. In der Deutschen Bundesliga geht sie für Tristar Regensburg an den Start. und seit 2017 startet sie auch in der französischen Rennserie Grand Prix de Triathlon für E.C. Sartrouville Triathlon.

### 4. Rang Junioren-Weltmeisterschaft Triathlon 2017
In Rotterdam bei der Junioren-Weltmeisterschaft verpasste sie im September nur knapp die Medaillenränge und belegte den vierten Rang.
Im Oktober 2017 konnte Therese Feuersinger nach ihrem Sieg im spanischen Melilla mit dem österreichischen Team (Magdalena Früh, Lukas Gstaltner, Leon Pauger, Philip Pertl und Pia Totschnig) mit insgesamt acht Podiumsplätzen in zehn Rennen von April bis Oktober das Nationenranking der Junioren vor Ungarn und Frankreich gewinnen.
Im Juli 2018 belegte sie in Estland den elften Rang bei der Europameisterschaft auf der Triathlon-Sprintdistanz. In der Jahreswertung der ITU World Championship Series 2018 belegte sie nach dem letzten Rennen im September in Australien als drittbeste Österreicherin den 51. Rang. Im September 2019 wurde sie in Spanien hinter der Deutschen Lisa Tertsch Fünfte bei der U23-Europameisterschaft Triathlon.
Im September 2020 wurde die 22-Jährige in Hamburg Zehnte bei der Weltmeisterschaft – die Rennserie der ITU war im Zuge der Coronavirus-Pandemie auf ein einziges, entscheidendes Rennen über die Sprintdistanz reduziert worden. Mit dem österreichischen Team (Luis Knabl, Julia Hauser und Lukas Hollaus) belegte Therese Feuersinger bei der WM im Teamsprint am 6. September den neunten Rang.
Im Juni 2022 wurde die 24-Jährige zum dritten Mal nach 2017 und 2020 österreichische Staatsmeisterin auf der Triathlon-Sprintdistanz. Im Juli wurde sie beim Trumer Triathlon Staatsmeisterin über die olympische Distanz und in München bei der Europameisterschaft belegte sie im August in der gemischten Staffel mit Leon Pauger, Alois Knabl und Julia Hauser für Österreich den sechsten Rang.
Therese Feuersinger lebt in Niederndorferberg. Sie ist aktive Sportlerin des Heeressportzentrums des Österreichischen Bundesheers. Als Heeressportlerin trägt sie derzeit den Dienstgrad Korporal.

## Sportliche Erfolge
| Datum/Jahr    | Rang | Wettbewerb                                             | Austragungsort     | Zeit        | Bemerkung |
| ------------- | ---- | ------------------------------------------------------ | ------------------ | ----------- | --- |
| 12. Juli 2025 | 41   | ITU World Championship Series 2025                     | Hamburg            | 00:58:46    | |
| 17. Mai 2025  | 10   | ITU World Championship Series 2025                     | Alghero            | 01:58:52    | |
| 18. Aug. 2024 | 1    | ÖTRV Staatsmeisterschaft Triathlon Sprintdistanz       | Osterreich         | 01:08:18,29 | beim Kraigersee-Triathlon in Kärnten                                                                                 |
| 14. Juli 2024 | 28   | ITU World Championship Series 2024                     | Hamburg            | 00:57:21    | |
| 1. Okt. 2023  | 17   | ITU Triathlon World Cup                                | Tanger             | 01:00:13    | hinter der Deutschen Lisa Tertsch                                                                                    |
| Juli 2023     | 1    | Trumer Triathlon                                       | Obertrum am See    | 02:22:52    | Olympische Distanz                                                                                                   |
| 26. März 2023 | 22   | ITU Triathlon World Cup                                | New Plymouth       | 01:05:56    | |
| 25. Feb. 2023 | 3    | Asia Triathlon Cup                                     | Hongkong           | 01:03:04    | |
| 6. Nov. 2022  | 37   | ITU World Championship Series 2022                     | Bermuda            | 02:14:57    | |
| 14. Aug. 2022 | 6    | ETU Triathlon European Championship Mixed Relay        | München            | 01:27:25    | Europameisterschaft; gemischte Staffel; mit Leon Pauger, Alois Knabl und Julia Hauser                                |
| 17. Juli 2022 | 1    | ÖTRV Staatsmeisterschaft Triathlon Kurzdistanz         | Obertrum am See    | 02:14:01    | Triathlon-Staatsmeisterin über die olympische Distanz beim Trumer Triathlon                                          |
| 11. Juni 2022 | 1    | ÖTRV Staatsmeisterschaft Triathlon Sprintdistanz       | Wels               | 01:00:12    | |
| 19. Juni 2021 | 41   | ETU Sprint Distance Triathlon European Championships   | Kitzbühel          | 00:37:36    | ETU-Europameisterschaft Triathlon Sprintdistanz                                                                      |
| 29. Mai 2021  | 23   | ITU Triathlon World Cup                                | Arzachena          | 01:03:45    | |
| 5. Sep. 2020  | 10   | ITU World Championship Series 2020                     | Hamburg            | 00:55:32    | Weltmeisterschaft |
| 15. Aug. 2020 | 2    | ÖTRV Staatsmeisterschaft Triathlon Kurzdistanz         | Thiersee           | 02:07:08    | Triathlon-Vizestaatsmeisterin über die olympische Distanz                                                            |
| 25. Juli 2020 | 1    | ÖTRV Staatsmeisterschaft Triathlon Sprintdistanz       | Wallsee-Sindelburg |             | Staatsmeisterin auf der Triathlon Sprintdistanz beim Mostiman Triathlon                                              |
| 14. Sep. 2019 | 5    | ETU Triathlon European Championship U23                | Valencia           | 00:58:34    | U23-Europameisterschaft                                                                                              |
| 18. Mai 2019  | 28   | ITU Triathlon World Cup                                | Cagliari           | 01:00:15    | Sprintdistanz (750 m Schwimmen, 20 km Radfahren und 5 km Laufen)                                                     |
| 27. Okt. 2018 | 8    | ETU Sprint Distance Triathlon European Cup Final       | Funchal            | 00:57:49    | |
| 11. Aug. 2018 | 11   | ETU Triathlon European Championship Mixed Relay        | Glasgow            | 01:17:26    | im Team mit Julia Hauser, Lukas Pertl und Lukas Hollaus                                                              |
| 20. Juli 2018 | 11   | ETU Sprint Distance Triathlon European Championships   | Tartu              | 00:59:57    | Europameisterschaft auf der Sprintdistanz                                                                            |
| 12. Mai 2018  | 20   | ITU World Championship Series 2018                     | Yokohama           | 01:57:37    | |
| 5. Mai 2018   | 2    | ATU Triathlon African Cup                              | Yasmine Hammamet   | 01:04:00    | Zweite hinter der Deutschen Nina Eim                                                                                 |
| 11. Feb. 2018 | 24   | ITU Triathlon World Cup                                | Kapstadt           | 01:05:43    | |
| 8. Okt. 2017  | 1    | ETU Triathlon Junior European Cup                      | Melilla            | 01:05:03    | |
| 15. Sep. 2017 | 4    | ITU Triathlon World Championship Junior Women          | Rotterdam          | 01:02:24    | Junioren-Weltmeisterschaft                                                                                           |
| 18. Juni 2017 | 27   | ITU Triathlon Weltcup                                  | Tiszaujvaros       | 01:04:09    | Sprintdistanz (750 m Schwimmen, 20 km Radfahren und 5 km Laufen)                                                     |
| 18. Juni 2017 | 4    | ETU Triathlon European Championship Junior Mixed Relay | Kitzbühel          | 01:19:21    | im Mixed-Team, mit Tjebbe Kaindl, Pia Totschnig und Philip Pertl (200 m Schwimmen, 5 km Radfahren und 1,8 km Laufen) |
| 16. Juni 2017 | 4    | ETU Triathlon European Championship Junior Women       | Kitzbühel          | 00:59:52    | Triathlon-Europameisterschaft Junioren (750 m Schwimmen, 20 km Radfahren und 5 km Laufen)                            |
| 3. Juni 2017  | 1    | ÖTRV Staatsmeisterschaft Triathlon Sprintdistanz       | Maria Lankowitz    | 01:04:28    | Staatsmeisterin auf der Triathlon Sprintdistanz                                                                      |
| 29. Apr. 2017 | 1    | Tri-X-Triathlon                                        | Kufstein           | 01:05:06,5  | Siegerin neben Albuin Schwarz bei den Männern                                                                        |
| 16. Sep. 2016 | 28   | ITU Triathlon World Championship Junior Women          | Cozumel            | 01:02:41    | Junioren-Weltmeisterschaft                                                                                           |
| 3. Sep. 2016  | 3    | ETU Triathlon Junior European Cup                      | Bled               | 00:39:33    | bei den Juniorinnen                                                                                                  |
| 19. Juni 2016 | 3    | ETU Triathlon Junior European Cup                      | Kitzbühel          | 00:26:02    | [ 9 ] |
| 11. Juni 2016 | 3    | ÖTRV Staatsmeisterschaft Triathlon Sprintdistanz       | Neufelder See      |             | beim Neufelder Triathlon hinter Romana Slavinec und Lisa Hütthaler                                                   |
| 5. Sep. 2015  | 3    | ETU Triathlon Junior European Cup                      | Bled               | 00:42:39    | bei den Juniorinnen – hinter der Deutschen Lisa Tertsch                                                              |
| 13. Juni 2015 | 1    | ÖTRV Staatsmeisterschaft Triathlon Jugend              | Pörtschach         | 01:04:41    | auf der Sprintdistanz                                                                                                |
| 13. Juni 2015 | 2    | ÖTRV Staatsmeisterschaft Triathlon Sprintdistanz       | Neufelder See      | 01:04:41    | Vizestaatsmeisterin hinter Simone Fürnkranz                                                                          |
| 20. Juni 2014 | 8    | ETU Triathlon European Championship Junior Women       | Kitzbühel          | 01:05:23    | bei der Triathlon-Europameisterschaft Junioren – hinter der Deutschen Laura Lindemann                                |

| Datum/Jahr    | Rang | Wettbewerb         | Austragungsort | Zeit     | Bemerkung             |
| ------------- | ---- | ------------------ | -------------- | -------- | --------------------- |
| 19. Okt. 2024 | 5    | Challenge Mallorca | Peguera        | 04:19:26 | hinter Alanis Siffert |
| 22. Sep. 2024 | 2    | Challenge Sanremo  | Sanremo        | 04:42:39 |                       |

| Datum/Jahr    | Rang | Wettbewerb              | Austragungsort | Zeit | Bemerkung |
| ------------- | ---- | ----------------------- | -------------- | ---- | --------- |
| 28. Dez. 2019 | 1    | Vorsilvesterlauf Aschau | Aschau         |      | 5 km      |

(DNF – Did Not Finish)